# Greenville (Illinois)
Greenville város az USA Illinois államában, Bond megyében, melynek megyeszékhelye is. Lakosainak száma 7083 fő (2020. április 1.).

## Népesség
A település népességének változása:
| Lakosok száma | 1886 | 6955 | 7000 | 7083 |
|               | 1880 | 2000 | 2010 | 2020 |